# Hans Hjortzberg-Nordlund
Hans Gustaf Vilhelm Hjortzberg-Nordlund, född 2 december 1928 i Gällivare, död 29 november 2010 i Släps församling, var en svensk docent och politiker (moderat), som var riksdagsledamot 1993–2002 för Hallands läns valkrets.